# Patrick Vial
Patrick Lucien Vial (París, 24 de diciembre de 1946) es un deportista francés que compitió en judo.
Participó en dos Juegos Olímpicos de Verano en los años 1972 y 1976, obteniendo una medalla de bronce en la edición de Montreal 1976 en la categoría de –70 kg. Ganó una medalla de bronce en el Campeonato Europeo de Judo de 1969.

## Palmarés internacional
| Juegos Olímpicos   | Juegos Olímpicos  | Juegos Olímpicos  | Juegos Olímpicos |
| Año                | Lugar             | Medalla           | Categoría        |
| ------------------ | ----------------- | ----------------- | ---------------- |
| 1976               | Montreal (Canadá) | Medalla de bronce | –70 kg           |
| Campeonato Europeo |                   |                   |                  |
| Año                | Lugar             | Medalla           | Categoría        |
| 1969               | Ostende (Bélgica) | Medalla de bronce | –70 kg           |